# Paul Raoult
Pour les articles homonymes, voir Raoult.
Paul Raoult est un homme politique français, membre du Parti socialiste, né le 26 novembre 1944.

## Origine et formation
Il est, successivement, professeur d'histoire-géographie à Condé-sur-l'Escaut, puis à Fresnes-sur-Escaut puis à Valenciennes.

## Parcours politique

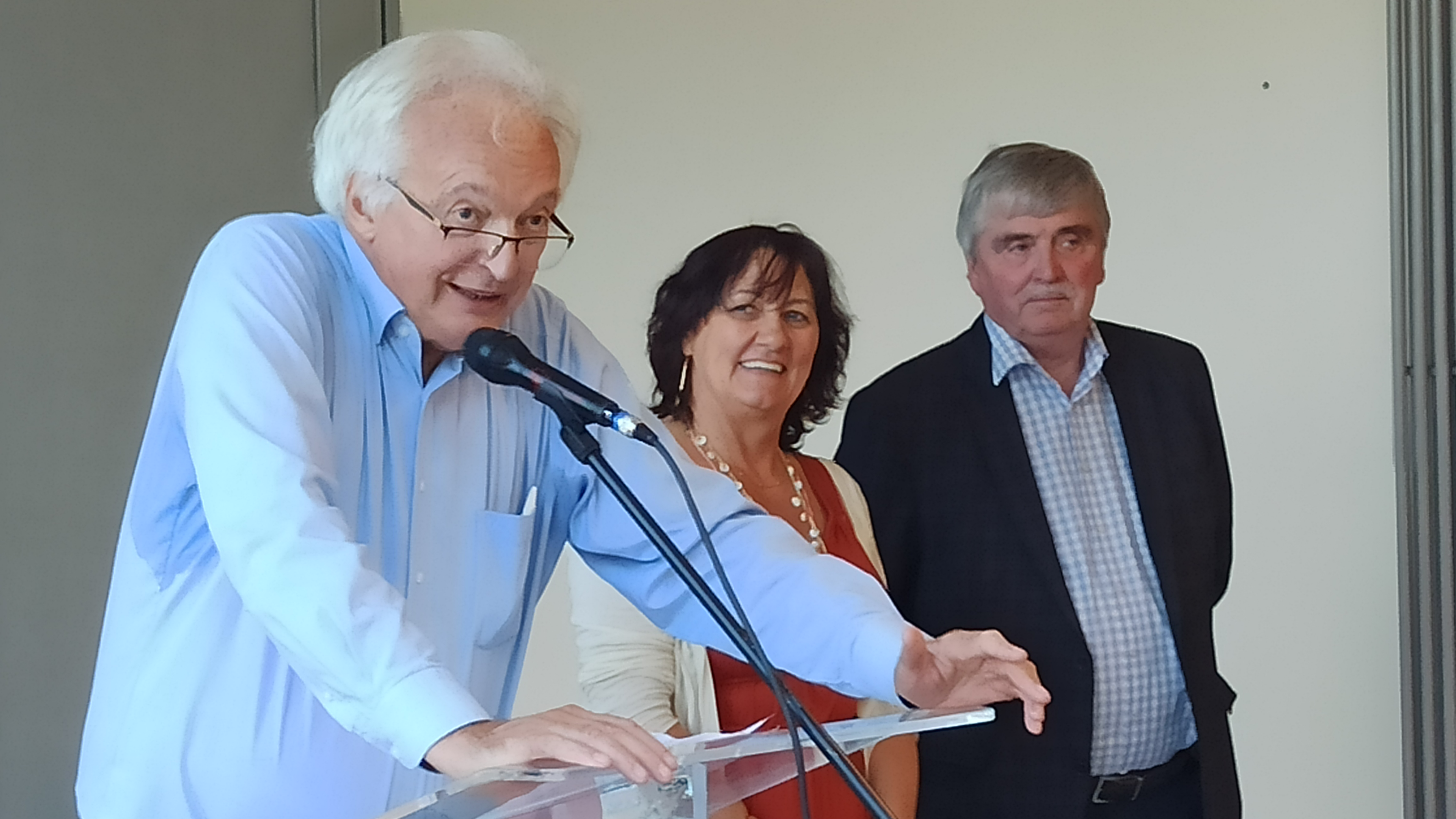
Le 7 juillet 2022, à gauche Paul Raoult, président du Syndicat interdépartemental des eaux du Nord de la France et de Noréade, lors d'une remise de médaille à Pecquencourt en présence de Danielle Mametz, maire de Boëseghem, et de Joël Perrache, maire de Pecquencourt.

Il entre au conseil municipal du Quesnoy en 1977 et y devient maire-adjoint. Il est élu maire lors des élections municipales de 1983 et le restera jusqu'en 2001, où il cède sa place à Freddy Dolphin. En 2008, il est réélu maire du Quesnoy.
Parallèlement à sa carrière municipale, il est élu conseiller général du canton du Quesnoy-Est de 1982 à 2008 et devient vice-président du conseil général.
Il est élu  élections sénatoriales de 1992 sur la liste de Pierre Mauroy et est réélu lors  élections sénatoriales de 2001. Il se représente, en cinquième position, aux  élections sénatoriales de 2011 sur la liste de Michel Delebarre mais n'est pas réélu, la liste n'obtenant que quatre sièges.
Il se présente aux élections municipales de 2014 mais est battu au second tour par Marie-Sophie Lesne.
Il annonce sa candidature aux élections municipales de 2020. Il est battu au premier tour, arrivant en troisième et dernière position.

## Autres mandats
- Conseiller municipal du Quesnoy.
- Délégué communautaire de la communauté de communes du pays de Mormal.

## Anciens mandats
- Vice-président du conseil général du Nord.
- Maire du Quesnoy.
- Conseiller général du Nord (conseiller général du canton du Quesnoy-Est).
- Sénateur du Nord.

## Honneurs
Il est nommé Chevalier de l'Ordre national du mérite le 20 novembre 2015.